# Isstøa
Isstøa är en platå i Östantarktis. Norge gör anspråk på området.